# Līksna (stacja kolejowa)
Līksna (pol. Liksna, ros. Ликсна) – stacja kolejowa w pobliżu miejscowości Līksna, w gminie Dyneburg, na Łotwie. Leży na linii Ryga - Dyneburg.
Stacja powstała w XIX w. na trasie Kolei Rysko-Dyneburskiej (przedłużonej później do Witebska).